# Mont Haku
Pour l’article homonyme, voir Mont Haku (Hyōgo).
Le mont Haku (白山, Haku-san), ou Hakusan, est une des 100 montagnes célèbres du Japon et un volcan actif. Ce stratovolcan est situé à la limite des préfectures d'Ishikawa et Gifu. Les volcanologues estiment que le volcan a connu sa première activité il y a 300 000 à 400 000 ans, la plus récente éruption étant survenue en 1659. Avec le mont Tate et le mont Fuji, c'est l'une des « Trois montagnes sacrées » (三霊山, Sanreizan) du Japon.
En 2016, le mont Hakusan a été déclaré réserve de biosphère par l'Unesco.